# مدینه حمد
شهر مدینه حمد (به عربی: مدینة حمد) در شمالیه در کشور بحرین واقع شده‌است. جمعیت این شهر ۶۵٫۴۶۶ نفر است.